# Diözese von Sliwen

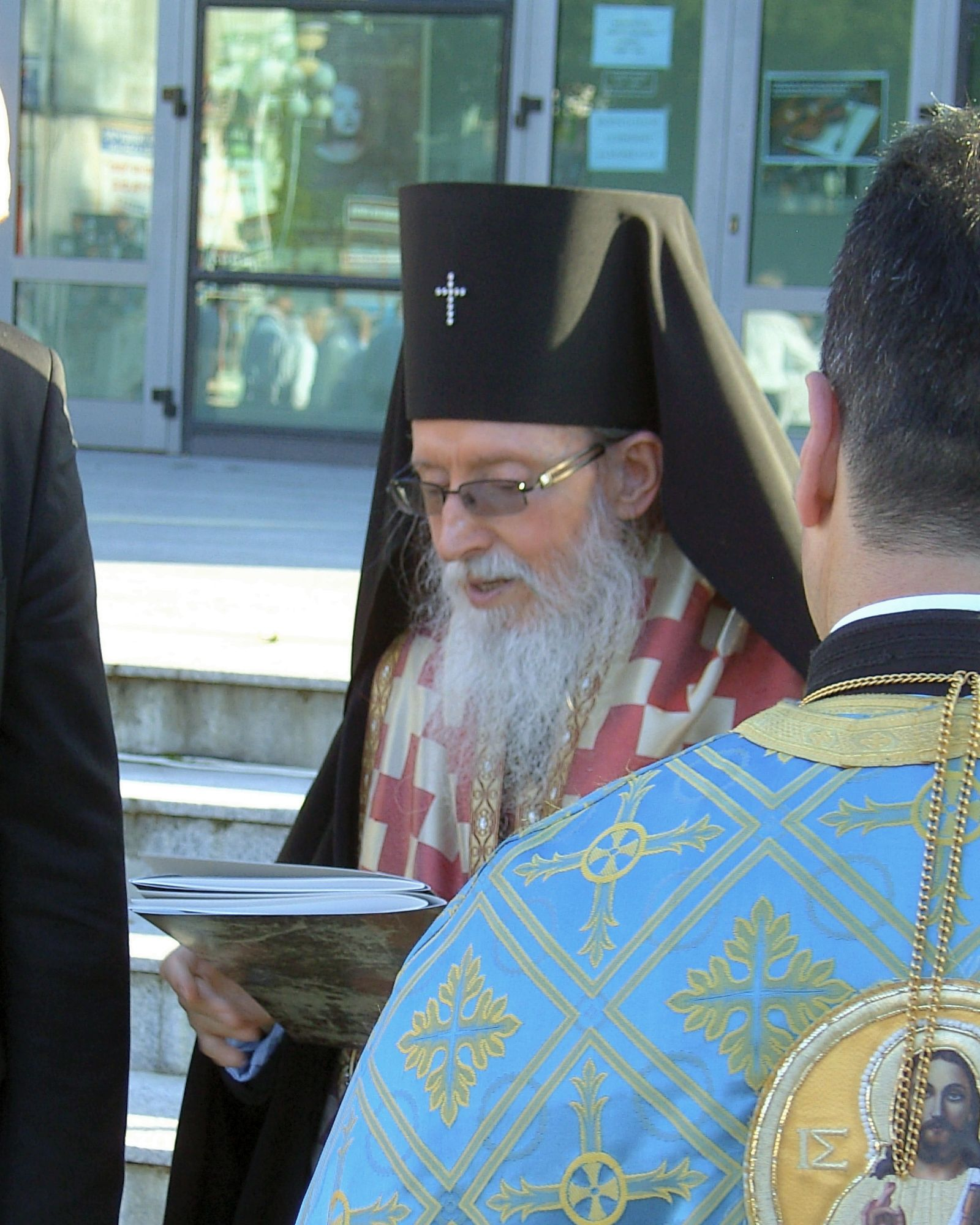
Der Metropolit von Sliven, Joanikij, bei dem internationalen Festival der orthodoxen Musik in Pomorie, Juni 2014

Die Diözese Sliwen (bulgarisch Сливенска епархия/Sliwenska Eparchija) ist eine Eparchie (Diözese) der Bulgarisch-Orthodoxen Kirche mit Sitz in Sliwen. Die Diözese Sliwen teilt sich heute in sieben kirchlichen Verwaltungsbezirke (Okolija): Sliwen, Burgas, Jambol, Karnobat, Elchowo, Malko Tarnowo und Kotel. In der Diözese existieren ca. 380 Gotteshäuser und 8 Klöster. Die Eparchie wurde 1870 gegründet, als die bulgarische orthodoxe Kirche durch den Sultansferman von 1870 ihre Unabhängigkeit vom griechisch geprägten Ökumenischen Patriarchat von Konstantinopel zurückerhielt. Bereits zuvor waren Bulgaren als Bischöfe der Eparchie eingesetzt worden.

## Metropoliten
- Serafim von Sliwen (1873–1896)
- Gewrasij von Sliwen (1897–1919)
- Ilarion von Sliwen (1922–1939)
- Ewlogij von Sliwen (1939–1947)
- Nikodim von Sliwen (1947–1980)
- Joanikij (1980–2024)
- (wird im Mai 2024 gewählt)[1]

## Wichtige Kirchenbauten

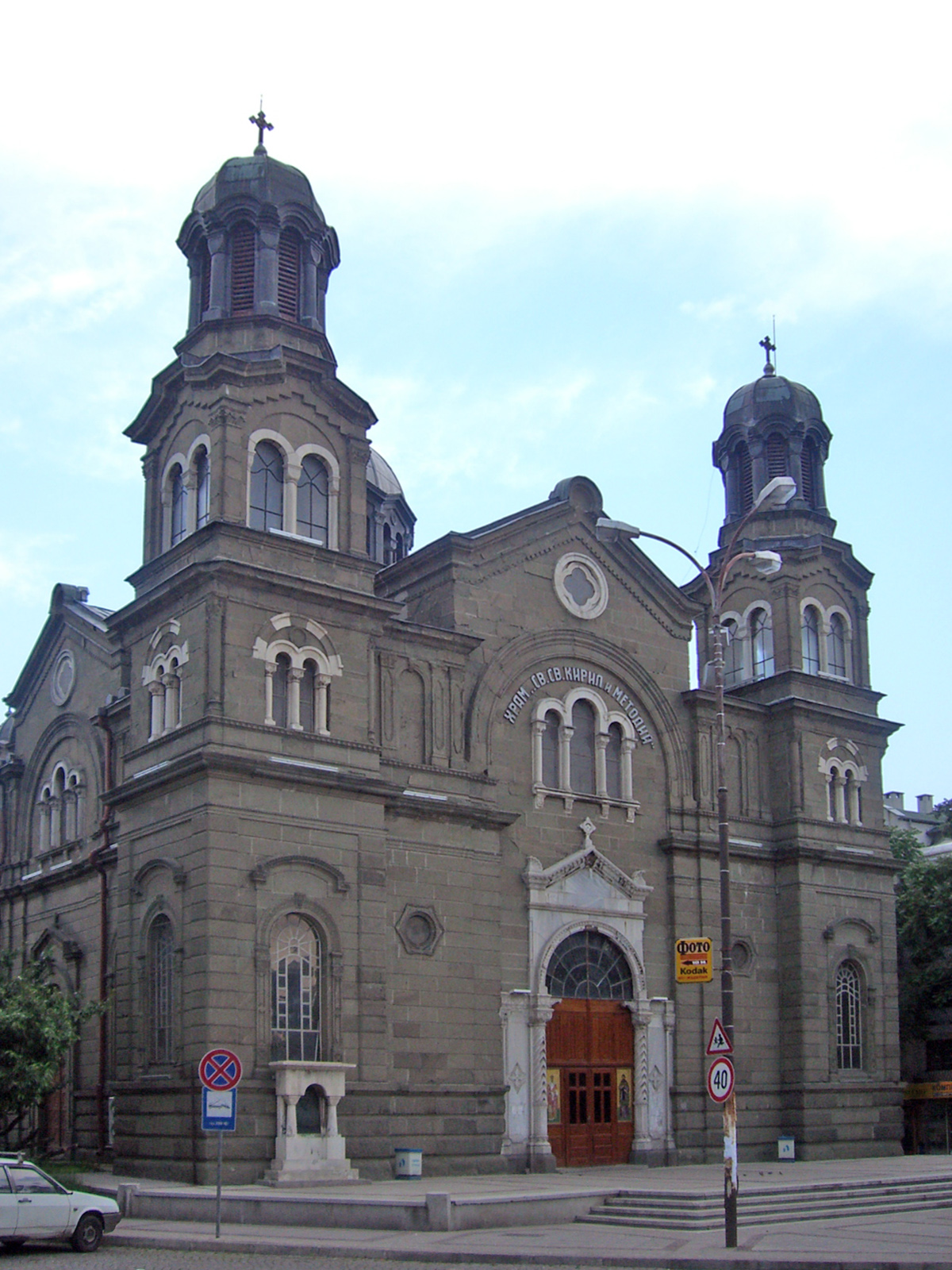
Die Kathedrale Heilige Brüder Kiril und Methodius in Burgas ist das größte Gotteshaus in der Eparchie

- Die Kathedrale Heilige Brüder Kiril und Methodius in Burgas
- Die Kathedrale Hl. Dimitar in Sliwen
- Kloster Pomorie
- Kloster Goljamo Bukowo
- Kloster Ustrem
- Kloster Burgas